# Bioméhészet

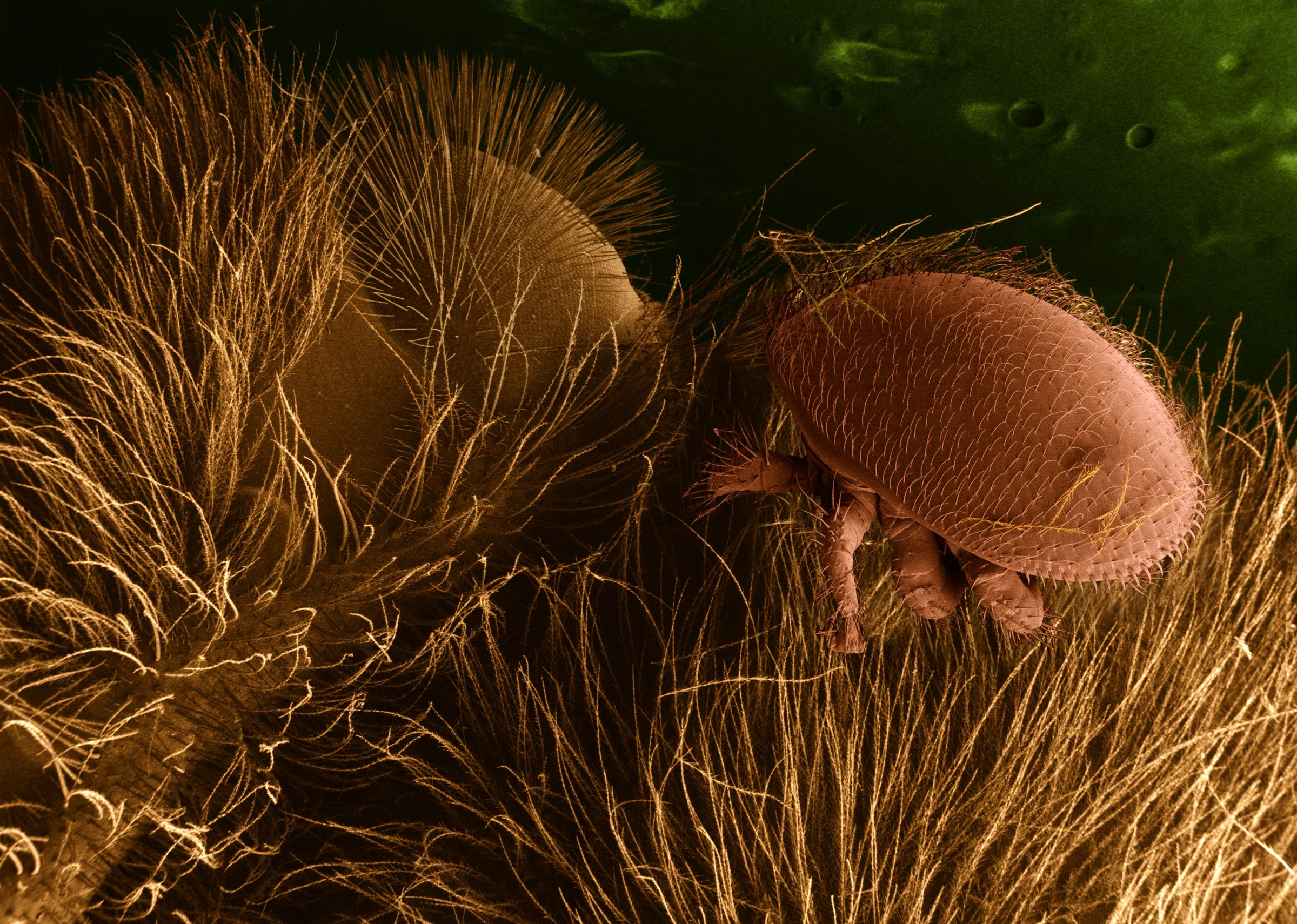
Varroa atka egy méh lábán pásztázó elektronmikroszkóp alatt

A bioméhészet az ökológiai mezőgazdaság más területeihez hasonlóan azt a célt tűzte ki maga elé, hogy vegyszermentesen egészséges élelmet állítson elő. Emellett tekintettel van a méhekre is, és kedvező életfeltételeket alakít ki nekik, tiszteletben tartva a méheket egyedenként és a méhcsaládot szuperszervezetként is. 
A méhek évmilliókon át megéltek az ember nélkül, de az ember beavatkozásai miatt mára olyan élősködők terjedtek el, amik képesek kiirtani még a legnagyobb és leggazdagabb családokat is. Ma már az ember feladata, sőt felelőssége, hogy megvédje méheit a veszélytől, az ázsiai méhatkától. A bioméhészetben a különféle vegyszerek helyett szerves savakkal (tejsav, hangyasav, oxálsav, ecetsav) vagy fizikai módszerekkel védekeznek. A zsíroldékony szerek felhalmozódnak a viaszban, így a mézbe is beleoldódhatnak, és a viaszt is szennyezik. A bioméhészet eredményesen állít elő szermaradványtól mentes termékeket.
Egyes méhészek tagadják a méhmérgezés jelentőségét, mondván, hogy a méhek vagy elpusztulnak, vagy nem szenvednek mérgezést. Ez azonban nem igaz. Egyrészt lehet, hogy a mérgezés csak az egészséget károsítja, amivel lerövidül a méhek várható élettartama. Másrészt, mivel a virágport külsőleg szállítják, ezért később az eltett virágpor a fiasítás halálát okozhatja, ami alattomosabb, mint a másik.
Egy hasonló technológia a természetes méhészkedés, amit a Méhészet 2016. márciusi száma mutat be. Itt nem végeznek rajzásgátlást, de használnak anyarácsot, és etetnek cukorral. Ez a kettő utóbbi a magyar bioméhészetben tilos.

## Kritériumrendszere
A bioméhészet kritériumrendszerét Szalay László dolgozta át a magyar viszonyokra. Rövid formáját 1997-ben mutatta be a Biokultúra Egyesületben. Ennek alapelve a vegyszermentes termékek előállítása mellett a méhekkel szembeni bánásmód is. A kritériumrendszerben ez utóbbi szerepel az első helyen.
Az általános feltételek közé tartozik a családok elhelyezése, gondozásuk és egészségük védelme, külön tekintettel az atkára és a gyomorvészre. Emellett a vegyszermentesség biztosításához kitér a méhlegelő megválasztására, a pergetés és a mézkezelés módjaira és a méz tárolására.

### Gondoskodás a méhekről

#### A méhek lakása
A kaptártípus megválasztása szabad, viszont mivel az anyarács használata tilos, a bioméhészet nagy kaptárt igényel. A kaptár és a lépek nem lehetnek műanyagból, mivel annak előállítása és elégetése sok energiát igényel és környezetszennyező. A takarítás segítésére a röpnyílásnak alul kell lennie. A méhek tájékozódását segíti, hogy a családokat kisebb, 4-5 tagú csoportokban helyezik el, és az egyes kaptárak távolsága legalább 1 méter. A bioméhész raklapos elhelyezést is választhat, ekkor az egységeket nem egy vonalban, hanem előrébb vagy hátrébb helyezi el. A méheskocsik között szintén meg kell tartani az ajánlott izolációs távolságot. A családcsoportok kialakítása segíti a méhlegelő felosztását, így kevésbé kényszerülnek távolabb a gyengébb és a kevésbé agresszív családok gyűjtői. 
Ajánlja állandó telephelyen a tetőt, vándortanyán a félárnyékos helyet. A méhek munkáját segíti, ha a fő gyűjtőterületről teherrel megrakodva lefelé repülhetnek. A hely legyen szellős, de ne huzatos; a kaptárak álljanak szilárd lábakon. A bioméhész az itatásról is gondoskodik, hogy méhei ne oda járjanak vízért, ahol nem szeretik őket, például a szomszédba, vagy egy közelben lakó, méhszúrásra allergiás ember háza tájára. Szalay zeolitot ajánl a vízbe. A belőle kioldódó ásványi anyagok kedvezőek a méhek egészségére, és meghosszabbítja életüket is.
A méhtartás társadalmi körülményeit legalább az érvényben levő jogszabályokhoz kell igazítani.

#### Természetközeli életmód
A bioméhésznek gyakran kell kaptárt bontania, de nem szabad fölöslegesen zavarnia méheit. A legkisebb zavarással a lehető legtöbb információt kell összegyűjtenie. Ehhez hozzátartozik a hallgatózás és a méhek megfigyelése a kaptár előtt. Tavasszal és ősszel gyorsan kell benézni a kaptárba, hogy meg ne fázzon a fiasítás, vagy hogy a telelőfürt ne bomoljon fel. Nyáron a rablásveszélyre kell ügyelnie.
A bioméhész alkalmazkodik a méhek természetes ösztöneihez és életmódjához. A méhek tiszteletéhez hozzátartozik, hogy nem csonkítja meg őket, nem vágja le sem a szárnyukat, sem a lábukat, különös tekintettel a méhanyára. Nem használ anyarácsot, és nem korlátozza az anyát. Kerüli a műlépek tűzdelését, a lépek cserélgetését, hogy ne zavarja meg méheit. A rajzás késleltetésére Szalay a kiterjesztést ajánlja. Ha szaporítani kell a családokat, akkor különböző módszerek használhatók. 
Ha szükséges, akkor mézzel etet, a cukros etetés tilos. A mézes etetés jobban gátolja a nozéma kialakulását, mint a cukor. Hasonlóan, a virágport virágporral pótolja. Az őrölt virágport nem érheti eső.
A cukros etetés vitatott a bioméhészetben. Szükségmegoldásként engedélyezett Németországban, az Amerikai Egyesült Államokban és Kanadában. Németországban gyógyteával készítik a cukrot, Észak-Amerikában pedig csak biocukrot használhatnak. Ausztriában csak a hordás megkezdése előtt szabad cukorral etetni. A cukor nem teljes értékű táplálék a méhek számára; olyan, mintha az ember csak üres kenyeret enne. A cukrot a németek eredetileg szükségmegoldásnak használták, mivel az édesharmatméz támogatja a nozémát. Azóta technológiai elemmé vált, ami annak is eszköze, hogy minél több mézet kizsaroljanak a méhektől. A bioméhész nem támogathatja ezt az irányt, ami a méhek egészségének és a fogyasztónak sem tesz jót, hiszen a legyengült méheknél vegyszeres kezeléssel próbálják megelőzni vagy gyógyítani a betegségeket.
A bioméhész a méz mellett más méhészeti termékeket is elvehet méheitől. Virágporcsapdát időszakosan, propoliszgyűjtő eszközöket tavasszal, vagy nyár végén használ. A lépek harmadát minden évben kicseréli. Az öreg, fekete lépeket a méhek egy idő után lerágják, és friss lépet építenek a helyére. A méhész segít méheinek az öreg lépek elvételével, de nem szabad ezt túlzásba vinni, mert a barna lépek segítik a telelést. A bioméhész nem kerüli el a viaszolvasztást, hiszen saját viaszából készült műlépet kell használnia. Ha elég fedelezés gyűlt össze, akkor abból készít műlépet. Csak méhmérget nem termelhet, mert az áramütéses elvétel nem kíméletes.
A bioméhész nem vagdoshatja ki a herefiasítást, mivel a családoknak szükségük van arra, hogy legyen here. Az anyák könnyebben bepárzanak, és a herék a hőszabályozásban is részt vesznek.
A tenyésztésben megengedett a mesterséges megtermékenyítés, hogy megőrizzék a fajtatiszta krajnai méhet. Az angol bioméhészet azért tiltja, mert az megsérti a királynő (mármint a méhanya) személyes jogait. A holland bioméhészek sem foglalkozhatnak mesterséges megtermékenyítéssel.

#### Méhegészségügy
A bioméhészetben fontos a megelőzés, mivel csak kivételes esetekben használhatók agresszív vegyszerek, és ezek használata esetén az adott családtól nyert termékek nem kaphatják meg a bio minősítést. A megelőzés érdekében segítik a méhek tájékozódását, igyekeznek elkerülni a családok közötti lépcserét, és lehetőleg egy terepen egyszerre végzik el a védelmi műveleteket. A zsírban oldódó vegyszerek tiltottak, mert felhalmozódnak a viaszban. Továbbá fontosnak tartják a rendszeres lépcserét is. A bioméhész ezekkel fertőtlenítheti a kaptárakat: napfény; forró, nagy nyomású vízgőz; 5%-os forró trisóoldat; 4-5%-os formalin; 6%-os ecet. A fertőtlenítő folyadékok után a kaptárt alaposan át kell öblíteni vízzel. Vizsgálnia kell és a tenyésztésben figyelembe kell venni a tisztogatókészséget. A kaptárak előtt tisztán kell tartani egy sávot, ahonnan a méhész eltakarítja a hullákat, amiket később eléget.
Az atka ellen kémiailag és fizikailag is védekezhet. A kémiai védekezésben a bevezetésben felsorolt szerves savak és az illóolajok engedélyezettek. Az illóolajok ugyan nem ölik meg az atkákat, hanem megzavarják őket. A kámfor elfedi a fiasítás szagát, így a süket és vak atkák csak véletlenül botlanak a megfelelő korú fiasításba. Szakszerűen alkalmazva az illóolajok nem zavarják a méheket. A fizikai módszerek közé tartozik a herefiasítás kivillázása, az inkubációs hőkezelés, a Jenter-féle készülék és a zeolitporok. A védekezés hatásfokát szúrópróbaszerűen államilag kezelt készítménnyel ellenőrizheti. Hollandiában és Németországban heresejtes műlépek is kaphatók, amiket atka elleni védekezésre használnak. Ezekkel a műlépalapokkal és a kivillázással 50%-kal tudják csökkenteni az atkák számát. Németországban 5 éven át 50 méhcsaládnál a kezelést hőkezeléssel egészítették ki. Apithermmel a fedett fias lépeket 4 órára 44 Celsius-fokra melegítették. Az összes atka elpusztult, a fiasítás 95%-ban túlélt. Dániában a bioméhészek szövetsége ajánlja a hőkezelést.
A költésmeszesedés megelőzése érdekében kerülni kell a lucskosodást. A kaptárak nem állhatnak közvetlenül a földön. Saját lábon, öntött betontuskón, téglán vagy szükség esetén gumiabroncson kell elhelyezni őket. A betegség ellen Szalay elsősorban zeolitot ajánl, de használhatók növényi kivonatok is. Tavasszal a méhésznek kell takarítania, de később is takaríthat, ha szükséges. Kicseréli az aljdeszkát, a farostlemez betétet, a meszes álcákat kirázza és a fertőzött lépet leselejtezi. A szemét fontos információforrás. A folyamatosan beteg családban anyát cserél. A takarítóhajlamot csak egyforma szerkezetű kaptárakban lakó családoknál lehet összehasonlítani, mert alsó röpnyílással a család könnyebben takarít. Ha felső röpnyílásuk van, akkor sokszor inkább összerágják a hullákat, és a szálló por tovább terjeszti a betegség csíráit.
Az atka elleni és a költésmeszesedés elleni védekezés részeként a bioméhész rajosíthatja a családokat, és fertőtlenített kaptárba röptetheti vissza. A zeolit mindkét betegség ellen hasznos, mert szárítja a levegőt, és a hosszabb ideig rajta tartózkodó állatokat megöli. A méheknek nem árt, de kihordhatják. Egy egy más szemcseméretű zeolittal kell próbálkozni. 
Gyomorvész ellen szükség esetén permetezve vagy mézben Fumagillin adható, ezt azonban fel kell tüntetni a méhésznaplóban. Rágcsálók és rovarok ellen semmilyen vegyszer nem használható. A kis adagban, de gyakran adott antibiotikum erősíti a rezisztencia kialakulását, és a fiasítás terjedését is gátolja. Bármikor új méhellenség jelenhet meg, ami ellen a méhész találékonysággal védekezhet, szükség esetén segítséget kérve a többi méhésztől, a Biokultúra Egyesülettől, a méhegészségügyi személyektől. Ahogy Szalay írja: Méhegészségügyben nincs megállás.
Nem támogatja az önhibájukból legyengült családokat, hogy kirostálódjanak az életképtelenné tevő gének. Ezek fertőző gócok is, így a többi családot is veszélyeztetik. A használhatatlan anyát le kell cserélni. Az elnéptelenedett családot a bioméhésznek meg kell vizsgálnia, hogy miért gyengült le. Ha betegségtől, akkor nem egyesíthető egy egészséges családdal, hanem csak egy vagy két másik, hasonló okokból legyengült családdal egyesíthető. Ebben az esetben az anyákat le kell cserélni, és a nagyobb család egy új anyával alakul meg.
Ha egy járványt csak erős vegyszerekkel lehet feltartóztatni, akkor megengedett a vegyszerhasználat. Ezt naplózni kell, és az érintett családokkal a vegyszer kiürülésééig nem lehet biomézet termelni. Külön felszerelés, még külön pergető is kell hozzájuk, hiszen nem keveredhet a biomézzel. Ha a vegyszer zsírban oldódó, akkor a vegyszer csak három év alatt fog kiürülni a lépek teljes cseréjével.
Ha bármi okból el kell pusztítani egy családot (például nyúlós költésrothadás miatt), akkor a halálra ítélteket el kell kábítani, hogy ne szenvedjenek a kénfüsttől.
A nyúlós költésrothadás a HIV vírushoz hasonlóan az immunrendszert támadja. Az antibiotikum csak tüneti kezelést jelent; ha abbahagyják, akkor a betegség újra megjelenik, továbbá a kezelt család fertőző góccá válik. Ezért nem engedélyezik a méhészeknek, hogy gyógyszerekkel kísérletezzenek. Az Amerikai Egyesült Államokban ilyenkor szabad antibiotikumot használni, de csak bizonyított esetben.

### Gondoskodás a termékekről
A kritériumrendszer csak a mézzel foglalkozik. A többi termék bió minőségét a telephely körültekintő megválasztása és a zsírban oldódó vegyszerek tilalma biztosítja. Ezek nemcsak a viasz és a méz minőségét rontanák, hanem a többi termékét is. A méhek jobban szeretik a nehezebb virágporokat, emiatt az erősebben allergizáló növények virágporát nem gyűjtik. Ugyanakkor nem árt az óvatosság a keresztallergiák miatt.
Bioméz csak vegyszerektől és szennyezéstől mentes alapanyagból készülhet. Az intenzív termesztésbe vont terület és az ipar vagy közlekedés által szennyezett természetes táj nem megfelelő. A biztonsági távolság többnyire 3,5 km, de ez lehet több, vagy kevesebb is, a veszélyeztetés forrásától, a széliránytól és a szél erősségétől függően. A Biokultúra Egyesület megbízottja a méhész kérésére helyszíni szemlével dönt a terület alkalmasságáról. A szennyeződések vagy a vegyszerek bekerülnek a méhészeti termékekbe, és azok csak annyira minősülnek biónak, amennyire az azon a helyen termett növények. A méhmérgezéses esetek mutatják, hogy ilyen helyekről nem lehet vegyszermentes mézet szüretelni.  
A családokat nem szabad lerabolni, és a mézelvétel miatt nem gyengülhet meg a család. Csak a fölösleg vehető el. Méhleűzésre csak füstölő vagy méhlefújó használható, a vegyszereket mellőzni kell. Egy időben divat volt a karbol, később a benzaldehid, amiről utólag kiderült, hogy mérgező. Megesett, hogy a méhleűző szerek miatt nem lehetett exportálni a mézet. A legkíméletesebb módszer a méhszöktető használata, ami lassú, de a méheknek nem eshet bántódása. Ha egy család mérgezést szenvedett, akkor mézét nem pergetik ki. A mérgezett mézet tartalmazó kereteket kiveszi, és addig tárolja őket, amíg a szer fel nem bomlik. Ezután a kereteket visszateszik etetésre. Az alpesi rózsa méze mérgező az emberre. Ezt külön kipergetik, majd visszaetetik a méhekkel, rájuk nem mérgező. 
Dél-Amerikában az indiánok az európaiak megérkezése előtt nem fosztották ki teljesen a méhcsaládokat az erdő szelleme miatt. Miután a misszionáriusok megtérítették őket, lerabolták a méheket, így azok sok helyről eltűntek. Ez figyelmeztet arra, hogy csak a fölösleget szabad elvenni. A bioméhészetben nem alkalmazható az a pusztán gazdasági szemléletű gyakorlat, hogy a mézet elveszik, és cukorral etetnek vissza. 
A bioméhésznek csak kivételesen szabad éretlen mézet pergetnie és azt mesterségesen érlelni, hogy vándorlás közben nehogy leszakadjanak a lépek, és hogy időben odaérjenek az új helyszínre. 
A pergetőhelyiségnek meg kell felelnie az előírásoknak. Zártnak és fűthetőnek kell lennie. Fűtésre azért lehet szükség, mert a kaptármeleg méz jobban folyik. Javasolt a zsilipelő rendszer, hogy a méhek be ne szökjenek. A kutatókat vonzza a méz illata. A pergetőnek rozsdamentes acélból kell lennie. Az olcsóbb gépek dobja sokszor bádog, ami nem saválló. A dohányzás itt tilos, mert a cigaretta hamvát nem lehet kiszűrni a mézből. 
A méz nem melegíthető 40 Celsius-fok fölé. A fűtőspirál használata megengedett. Krémméz mechanikai eljárással (állandó kevergetéssel) készíthető. Pasztörizálni tilos. A szűrés megengedett, de adalékanyagok hozzáadása nem. Nem szabad megfosztani a mézet természetes jellegétől. A méz öntisztulása hetekig tart. 
A mézet külön, jól zárható helyiségben kell tárolni. A fajtamézeket fel kell címkézni, és csoportosítani kell. A méztároló edényeket le kell zárni. A méz öregedése 10 Celsius-fokon lassabb. Ha elég nagy a termés, akkor elég széles utakat kell hagyni a targoncáknak. Propoliszon és virágporon kívül nem szabad más szagos anyagokat tárolni. A virágport papírzacskókban vagy papírzsákokban kell tárolni. A propoliszt gömbbé gyúrva, alufóliába csomagolva kell tárolni. A kénezés miatt a viaszlépeknek külön helyiség kell. Felmosásra sem használhatók erős, szúrós szagú anyagok. A mézet jól lezárva, állandó hőmérsékleten kell tárolni. Pergetés után a méz csak két évig minősül biónak az enzimek pusztulása és a HMF felhalmozódása miatt. De még ekkor is jobb, mint a cukor szerves savai és ásványanyagai miatt.

## Kereslet
Mivel a hazai méz már önmagában drága, és a bioméz még drágább, a hazai kereslet kicsi. Ugyanakkor külföldön van kereslet a mézre. Nyugat-Európa piacain több földrész mézeivel kell versenyezniük a magyar méhészeknek. Nemcsak az akácmézre van kereslet, hanem sok más fajtamézet drágábban lehet eladni, mint a vegyes virágmézet. 2001-ben ismeretlen volt náluk a selyemkóróméz, még szavuk sem volt rá. A Bioklutúra Egyesület segít abban, hogy az eladó és a vevő egymásra találjon.

## Más országok
Habár a különböző országok kritériumrendszerei hasonlók, nincs egységes szabályozás. Az alább ismertetett jellemzők csak betekintést adnak, a kritériumrendszer több más elemet is tartalmaz.

### Amerikai Egyesült Államok
Az Amerikai Egyesült Államokban a szabályozás csak egyes államokra érvényes. Vándorlás előtt tehát a bioméhésznek tájékozódnia kell a célterület szabályozásáról, amennyiben az egy másik államban van. Az 1997-es változat szerint a méhek etetésére bioméz használható, aminek egészséges családtól kell származnia. A virágporos etetésre is hasonlóknak kell teljesülniük: bio minőség, egészséges családtól. 
Szükség esetén az éhezéstől való megmentésre biocukor etethető. Az OTCO engedélyével azonban kommersz cukor is etethető. A biomézbe nem kerülhet cukorméz; ha hordás alatt etetnek cukorral, akkor a következő pergetésből származó méz nem lehet bio. Elkülönítésre nincs szükség, de a röpnyílásokat szűkíteni kell a rablás megelőzésére. A méhésznek részletes írásos jelentést kell készítenie a cukros etetésről. Szigorúan tilos akkor cukorral vagy cukorszörppel etetni, amikor a lépek a helyükön vannak.
Hogyha nem érhető el bio virágpor, akkor egészséges családoktól származó virágpor is etethető. Dokumentumokkal igazolandó, hogy az illető családok egészségesek, meg kell indokolni az etetés szükségességét, és nyilatkozni arról, hogy igyekeznek bio virágport beszerezni.
A bioméhésznek méhészeti tervet kell készítenie, amiben leírja, hogyan előzi meg a károkat és a betegségeket. Az OTCO a dokumentum átolvasása közben és a terepszemlén a következő szempontokat értékeli:
- A kaptárak úgy vannak elhelyezve, hogy megfelelően szellőzzenek, biztosítva legyen a vízelvezetés, rablás ellen védhetőek legyenek, és a méhek számára egészséges legyenek.
- A kaptárakat megemelt rakfelületre kell tenni, hogy akadályozzák a beteg méhek hazatérését.

A rendszeres megfigyelésnek ki kell terjednie a következőkre:
- Betegség, kártevők és kórokozók keresése
- A táplálék mennyisége
- A fiasítás mennyisége, kora és egészségi állapota
- Az anya egészsége

### Ausztria
A bioméhészek szervezete az ERNTE. A következők csak szemelvények.
A családok elhelyezésénél az egészség fontosabb, mint a termelés.
A méhlakásban csak a kötőelemek, a tető, a rostaszövet és az etető lehet nem természetes anyagból. Vándor üzemmódban az 1995 előtt már meglevő kaptárak még használhatók. A kaptárak belsejét csak bio viasszal és propolisszal szabad kezelni. A külső bevonatnak is természetesnek és bionak kell lennie. Tisztításra és fertőtlenítésre ezek használhatók: forró víz, lángolás, szódaoldat.
A család kezelése a magyarhoz hasonló. A génmanipuláció tilalmát nekik külön rögzíteniük kell. Anyarács kivételes esetben és csak a kiterjedés után használható. Termelni csak egyanyás üzemmódban szabad. Virágporgyűjtésre csak hálórosta engedélyezett. A tenyésztés során fokozattan figyelemmel kell kísérniük a méhek egészségét. Családot csak bioméhészetből, rajt és anyát bármely méhészetből lehet venni. Csak az őshonos fajták tartása megengedett, amelyek fajtisztaságára megengedett a mesterséges megtermékenyítés.
A bioméhész saját viaszának kiolvasztására más üzemet is igénybe vehet, de igazolni kell, hogy az az ő viasza. A keretek fából vannak, bennük viaszléppel, amiben a műlép lehet normál vagy magasított. A viasznak bionak kell lennie. Az átállás alatt nem bio viasz is használható, de ellenőrizni kell benne a szermaradványokat és a származását is. A lépeket száraz, hűvös helyen kell tartani.
Cukoretetéssel pótolni lehet a téli élelem hiányzó részét. A cukor kommersz is lehet. Az első hordás előtt is lehet cukorral etetni. A nagyobb gyűjtések között azonban kizárólag saját termelésű mézet lehet etetni. A rajok is támogathatók cukorral. Virágporpótlók nem használhatók; a virágport virágporral kell pótolni.
A méz minőségét meg kell tartani abban a minőségben, ahogy a lépben volt. A méhtelenítésnek kíméletesnek kell lennie, méhleűző szerek nem használhatók, csak füst. A mézet nem szabad pergetés, feldolgozás és töltés alatt 35 Celsius-foknál jobban melegíteni. A végfogyasztó egyszer, és csak egyszer melegítheti 45 Celsius-fokig. A mézet száraz, hűvös helyen, nemesacél edényekben kell tárolni, vagy egyszer használatos műanyag edényekben. Csak üvegben adható el. A méz víztartalma legfeljebb 18%, HMF-tartalma legfeljebb 10 mg/kg, az enzimaktivitás legalább 37,5 egység.
A betegségeket nagyrészt szelekciós tényezőnek tekinti, de lehet ellene védekezni viaszban fel nem dúsuló szerekkel. Az engedélyezett szerek: gyógynövényteák, homeopatikus készítmények, hangyasav, ecetsav, tejsav, szódaoldat, nem génmanipulált Bacillus thuringiensis, valamint hő- és hideghatás. Figyelembe kell venni, hogy ezek a szerek bekerülhetnek a mézbe. Be kell tartani a járványok elleni óvintézkedéseket.
Az ERNTE a következő feljegyzéseket követeli a méhésznaplóba:
- Részletes vándorlási terv: mikor, hova, hány családdal, mennyi időre. A tervbe utólag be kell vezetni a gyűjtött mennyiséget is.
- Kimutatás átfutó számmal a családokról.
- Kezelési könyv, védekezések a kártevők és a betegségek ellen.
- Áruforgalmi általános feljegyzések.

A bioméhészetre az átállás legalább 12 hónap, és egy bioméhészeti tanfolyam elvégzését is megkövetelik.
A méhész akkor adhat el ERNTE márkajelzéssel mézet, ha saját költségén bevizsgáltatta viaszát. A vizsgálat szermaradékokat keres; ezek mennyisége nem haladhatja meg egyenként a 0,5 mg/kg-ot. Ha ezen a vizsgálaton elbukik, akkor nem használhatja a védjegyet.

### Franciaország
A francia bioméhészet kritériumrendszerét nem társadalmi szervezet, hanem a Mezőgazdasági, Halászati és Élelmiszeripari Minisztérium Élelmiszeripari Főigazgatósága A bioméhészet előállítási módjának feltételei címmel. Az alábbiak csak jellemző részletek.
A bevezetés foglalkozik a méhészet szerepével (termelés, megporzás), és a bioméhészet célkitűzéseivel. Eszerint a bioméhészetnek maximális pozitív hatással kell lennie a környezetre, és minimális negatív hatással a méhészeti termékekre. Az átállás akkor tekinthető befejezettnek, ha a kaptár teljes faanyaga és viasza megfelel a kritériumoknak, és a méhész vállalja a bioméhészet követelményeinek teljesítését. Ha ezek a feltételek fennállnak, akkor a bioméhészkedés azonnal megkezdhető. Minden olyan termék bio minősírtést kaphat, ami megfelel a feltételeknek. A bioméhészeteket évente legalább egyszer ellenőrzik, de az ellenőr előzetes figyelmeztetés nélkül is beállíthat. Az ellenőrnek szigorúan bizalmas ügynek kell tekintenie az ellenőrzést.
A méheseket DSV kódszámmal kell ellátni.
A bioméhésznek elsősorban biogazdálkodási területre vagy vadonba kell települnie. A növényvédő szerekkel kezelt növényekről gyűjtött méz nem lehet bio. Ezt az IGN azonosító kártyával ellenőrzik, és a méhes áthelyezésekor újra ellenőrzik az új helyen legalább 1,5 km-es környezetben.
Az ipari és urbanizációs ártalmak elkerüléséért a Biogazdálkodási Osztály behatárolja a túlzottan szennyezett területeket, amiket biogazdálkodásra alkalmatlannak nyilvánít. A bioméhészeteknek ezektől legalább 3 km-es távolságot kell tartaniuk, különben nem használhatják a bio minősítést.
A cukros etetés tilos, a méhek táplálékigényét mézzel és virágporral kell kielégíteni. A téli etetéshez kivételesen használható kommersz, költésrothadástól mentes méz is. Szárazanyag-tartalma legfeljebb 7 kg lehet lehet két egymást követő télre beosztva. Külön engedéllyel a kontinentális és a hegyi éghajlatú területeken 10 kg szárazanyag-tartalom használható külön engedéllyel. Fenyőmézes területeken engedélyezett 10 kg szárazanyag-tartalom is a minősítő szervezet engedélyével.
A franciák külön kitérnek a viaszra is. A bioméhészetek csak bio termelésű viaszt használhatnak. 
A kaptárak anyagának és anyagvédelmének természetesnek kell lennie. Nem használhatnak karbolt, krezolt vagy más olyan anyagot, ami szennyezné a környezetet és a méhészeti termékeket. A kaptárak és a fiókok viaszba márthatók, aminek hőfoka 135 és 150 Celsius-fok között kell lennie. 
A kártevők és élősködők ellen csak a következő módokon lehet védekezni:
- Fizikai eljárások: meleg, hideg, fény, szellőzés
- Kémiai eljárások: engedélyezett szerek, kivéve a kén és oxidjai
- Biológiai eljárások: engedélyezett eljárások, kivéve Bacillus thuringiensis

A szintetikus eredetű termékek tilosak.
Egészségügyi szempontból fontos a megelőzés. Erre a következők használhatók:
- előzetes tisztítás és fertőtlenítés (kaparás, égetés, ecetsav, szóda, lúg, de még hypo is)
- a fertőzött anyag elégetése
- megfelelő környezet kiválasztása, megfelelő mennyiségű élelem
- a viasz rendszeres újítása
- az anya cseréje

Általában gyógyításra nem használhatók szintetikusan előállított vegyszerek. Az atka elleni védekezésként használhatók engedélyezett szerek, herefiasítás csapdának, és más hatékony módszerek. Engedéllyel használhatók más, az engedélyezettekhez hasonló szerek is. Ezekkel évente egyszer szabad kezelni az utolsó pergetés után. Ha élve az engedéllyel mégis használnak szintetikusan előállított szereket, amelyek molekulára azonosak az engedélyezett szerekkel, akkor a lépesméz bio minősítése elvész. A mérgezés vagy a szennyező anyagokkal való fertőzés szintén megszünteti a bio minősítést. 
Az atka ellen használhatók a következők:
- atkairtásra alkalmas növényi kivonatok (roténon, dohány, pirétrum, illóolajok)
- homeopátiás, izoterápiás és biodinamikus szerek
- ásványi és növényi porok
- tejsav

A légcsőatkával erősen fertőzött családokat életképtelennek tartják, ezért el kell őket távolítani.
Az erősebb fertőzéseket be kell jelenteni.
A rágcsálók ellen csak mechanikus eszközökkel szabad védekezni. Csapdák az élősködők ellen is kihelyezhetők; ezek lehetnek mechanikusak vagy elektromosak. 
Részletesen foglalkoznak a pergetéssel, tárolással, a méz kezelésével is. Méhleűzésre nem használhatók vegyszerek, csak füst, és fizikai módszerek (szöktetés, kefélés, leűzés). A pergetés nem okozhatja a család pusztulását, és nem igényelheti a család elpusztítását. A mézet nem szabad még részben sem 40 Celsius-fok fölé melegíteni. Felolvasztáskor ellenőrizni kell a HMF mennyiségét. A pergetőhelyiség felszerelésének meg kell felelnie az élelmiszeripari előírásoknak. Tilos az alumínium, a csupasz vagy a galvanizált fémlemez. A mézfeldolgozással egy időben nem végezhetők nem élelmiszer jellegű műveletek.
A méz víztartalma legfeljebb 18,5% lehet, kivéve a gesztenyemézet, aminek víztartalma legfeljebb 19%. A szermaradványok határértékét gyakran módosítják, ezért ez nem szerepel a kritériumrendszerben. A HMF tartalom kimért vagy hordós méz esetén legfeljebb 10 mg/kg, edényben legfeljebb 15 mg/kg lehet. 
A virágport sem szabad 40 Celsius-foknál magasabb hőmérsékleten szárítani. A címkén jelezni kell a virágpor eredetét. Ha egy növény virágpora, akkor a növény nevét kell feltüntetni, különben a társulást kell megnevezni.